# Раденко Аднађ
Раденко Аднађ (Тења, 1960) српски је сликар и графичар.

## Живот
Члан је Удружења ликовних уметника Србије (УЛУС) од 1996. године. Излаже на групним и самосталним изложбама од 1988. године. Бави се графиком, малом пластиком, керамиком... Стекао статус самосталног уметника 1997. године. На IV бијеналу ликовних и примењених уметности у Смедереву, за област керамике за рад, добио је ПАР награду.